# Glossotrophia gracilis
Glossotrophia gracilis är en fjärilsart som beskrevs av Brandt 1941. Glossotrophia gracilis ingår i släktet Glossotrophia och familjen mätare. Inga underarter finns listade i Catalogue of Life.